# Konstantin Olszanski
Konstantin Fiodorowicz Olszanski (ros. Константин Фёдорович Ольшанский, ukr. Костянтин Федорович Ольшанський, ur. 8 maja?/21 maja 1915 we wsi Prikołotnoje w obwodzie charkowskim, zm. 27 marca 1944 w Mikołajowie) – radziecki oficer marynarki, starszy porucznik, odznaczony pośmiertnie Złotą Gwiazdą Bohatera Związku Radzieckiego (1945).

## Życiorys
Był narodowości ukraińskiej. Do 1930 skończył 7 klas w Biełgorodzie, a w 1932 fabryczno-zawodową szkołę transportu kolejowego, pracował jako pomocnik maszynisty parowozu, ślusarz w warsztacie sowchozowym, szofer w sowchozie i w truście buraków cukrowych w Kursku. Od października 1936 służył we Flocie Wojskowo-Morskiej, ukończył elektromechaniczną szkołę Floty Czarnomorskiej, po czym został młodszym dowódcą plutonu, potem instruktorem w oddziale szkolnym, a w maju 1938 dowódcą oddziału maszynistów turbinowych w brygadzie Floty Czarnomorskiej, później wykładał w szkole elektromechanicznej. Od 1942 należał do WKP(b). Od 1941 uczestniczył w wojnie z Niemcami, m.in. obronie Sewastopola podczas oblężenia (październik-listopad 1942), w listopadzie 1941 został odwołany z frontu i ponownie skierowany do szkoły elektromechanicznej (w Poti), gdzie przygotowywał specjalistów dla floty, w 1942 został w niej dowódcą kompanii szkolnej. W marcu 1943 został dowódcą kompanii w 384. samodzielnym batalionie piechoty morskiej Floty Czarnomorskiej, brał udział w operacji donbaskiej, m.in. podczas desantu pod Taganrogiem 30 sierpnia 1943 był szefem sztabu wojsk desantowych, a w dniach 8–10 września 1943 podczas desantu pod Mariupolem dowodził 1. oddziałem desantowym. Otrzymał stopień starszego porucznika. W nocy na 26 marca 1944 jako dowódca oddziału desantowego brał udział w desancie w rejonie Mikołajowa, następnego dnia zginął w walce o Mikołajów. W jego rodzinnej wsi i w Mikołajowie postawiono jego popiersie.

## Odznaczenia
- Złota Gwiazda Bohatera Związku Radzieckiego (pośmiertnie, 20 kwietnia 1945)
- Order Lenina (pośmiertnie)
- Order Aleksandra Newskiego
- Order Czerwonej Gwiazdy